# Toulouse-i grófság

Akvitánia és Baszkföld Nagy Odo első hadjárata után 710–740

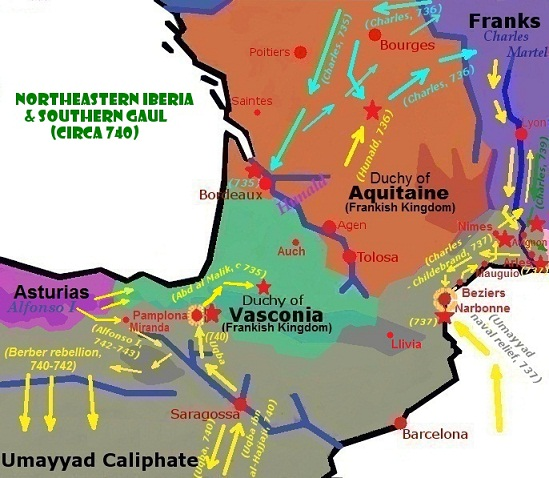
Hadjáratok a Pireneusok vidékén 735–742

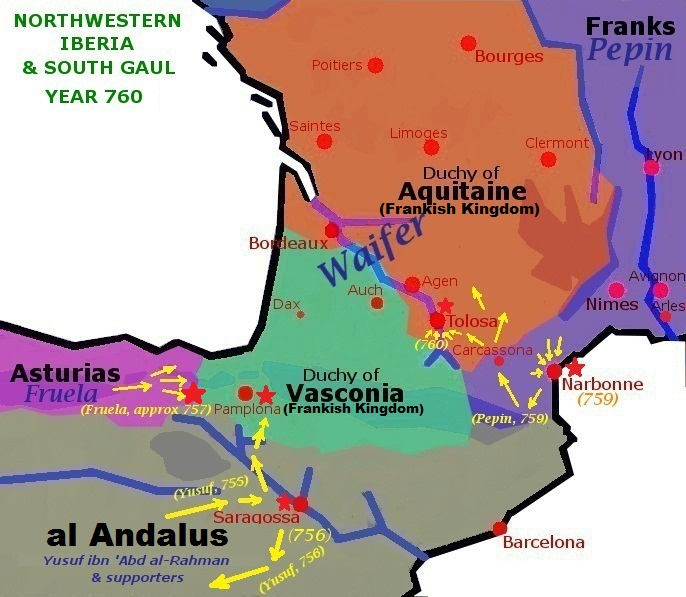
Hadjáratok 756–760

A Toulouse-i grófság egy eleinte Akvitánia részeként, majd a középkor második felében egy ideig a környező nagyhatalmaktól független, önálló államalakulat volt, az albigens eretnekség központja. A katharok leverése után a grófságot feldarabolták, és nem sokkal később meg is szűnt.
A római, illetve vizigót hagyományoknak köszönhetően a Toulouse-i grófság (majd jogutódjaként Languedoc) és Akvitánia jogrendszerében több sajátos, az ország egyéb részein elfogadottól eltérő szabály maradt fenn. Ezek közül kiemelendő, hogy a nők lényegesen több jogot kaptak, mint a 20. századig a többi tartományban. A 642/643-ban kiadott Vizigót Törvénykönyv (Liber Judiciorum), majd Recceswinth ennek továbbfejlesztéseként, 653-ban kiadott törvénykönyve lehetővé tette, hogy lányok is örökölhessék szüleik földjeit és címeit, birtokaikat férjüktől és férfi rokonaiktól függetlenül igazgathassák, azokról szabad akarattal rendelkezhessenek, fiúörökös hiányában 14 éves koruktól maguk viselhessék örökölt címeiket és képviselhessék érdekeiket hűbéruruk udvarában és 20 éves koruk után önállóan dönthessék el, kivel akarnak összeházasodni. E kiegészítő szabályokkal a nemes családokban az öröklés rendje alapvetően a primogenitúra maradt.

## Története
A Római Birodalomban Gallia Aquitania provincia része volt. Provence (azaz Provincia Romana) mellett a Pireneusok és a Francia középhegység között elterülő toulouse-i régió vált az egykori Gallia leginkább romanizált tartományává (Szász).
Az i. sz. 3. és 4. század fordulóján, a tetrarchia idején a Diocesis Viennensis területbe tagozták be. Az 5. században nyugati gót törzsek törtek be a tartományba, és a 475-ben békeszerződéssel megszerezték a területet. A Vizigót Királyság fővárosát Toulouse-ban rendezték be.

### Akvitániában a herceg birtokaként
I. Klodvig frank király 507-ben Vouillé mellett legyőzte II. Alarik nyugati gót királyt. Toulouse-t, a Vizigót Királyság addigi fővárosát a frankok 508-ban foglalták el és tették Akvitánia fővárosává; maga Akvitánia a Frank Birodalom félfüggetlen vazallusa lett.

### A grófság alapítása, kezdetei

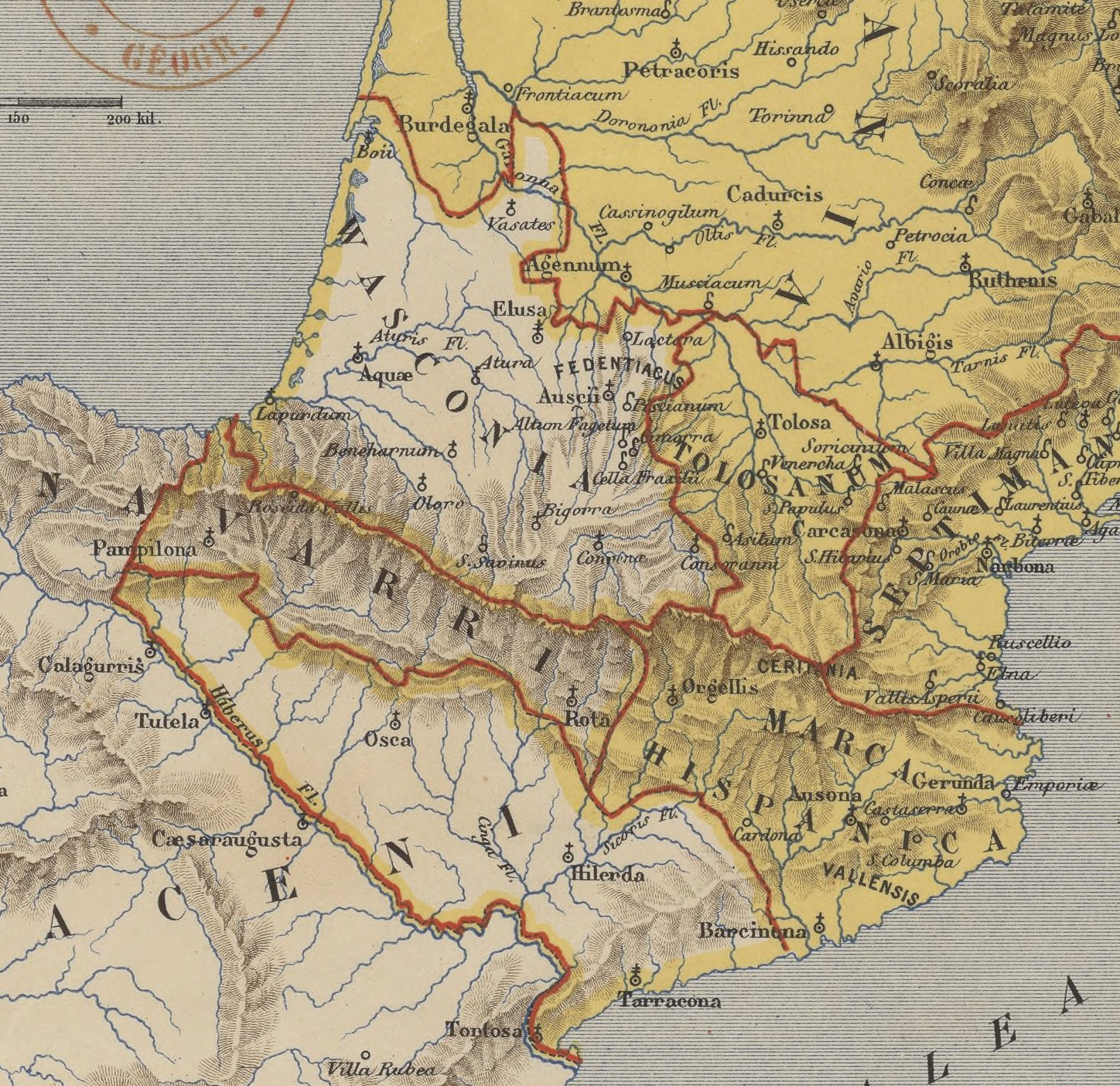
A Toulouse-i grófság és a környező területek 806-ban

Akvitánia fővárosát I. Odo a 720-as években a támadó mórok elől átköltöztette Bordeaux-ba. Miután jelentőd segítséget kapott a frankoktól, Odo akvitániai és baszk csapatai 721. június 9-én a toulouse-i csatában legyőzte a mórokat; maga a hadvezér, Al-Szamh ibn Malik al-Khawlani kormányzó is elesett. Ez volt az első olyan eset, hogy egy európai uralkodó hadászati jelentőségű csatában le tudta győzni a Nyugat-Európába betört mórokat.
A hercegség fővárosa a győzelem után is Bordeaux maradt; Toulouse környékét pedig Odo grófsággá szervezte. Erről a grófságról nagyon kevés adat maradt fenn; Toulouse grófjait (hercegeit) a frank hódítástól számolják.
Martell Károly ugyanis drasztikusan csökkentette a hűbéres hercegség autonómiáját, Hunald herceg pedig nem akarta elfogadni az új helyzetet. Ő, majd utódai is többször is felkeltek a frank uralom ellen, de mindannyiszor vereséget szenvedtek; az utolsó akvitán felkelés 769-ben, II. Hunald halálával bukott el. Eközben Kis Pipin frank király 759-ben elhódította a móroktól Narbonne-t, majd Roussillont, 760-ban pedig bevette Toulouse-t és vele megszerezte a grófságot is.
Pipin fia, Nagy Károly 778-ban grófságokra darabolta a korábbi akvitán hercegséget. A Bordeaux-i és a Toulouse-i grófság közé egy új grófságot szervezett – ez lett Fézensac. Bordeux és Fézensac grófját is a toulouse-i gróf, illetve herceg (itt a források ellentmondóak) hűbéresének rendelte, és Toulouse első grófjává (hercegévé?) egy bizonyos Chorso (más forrásokban: Torson) nevű nemest nevezett ki. Ő az új közigazgatásban kiemelt szerepet kapott: Toulouse grófja nemcsak a toulouse-i grófság (pagus Tolosanus) grófja volt, de egyúttal a határvédelmi feladatokra mögött létrehozott toulouse-i határőrgrófság' (morca Tolosana) őrgrófja, a tartomány grófságait összefogó katonai igazgatási egység vezetője is. Ebből következően a térség többi grófjánál (Bordeaux-i grófság, Fézensac grófság) magasabb szinten állt; őrgróf (marchio), illetve herceg (dux) rangban a háborús időkben ő volt a terület katonai főparancsnoka (Szász).
II. Lupus baszk herceg Adalrik (Odalric) nevű fia azonban 787-ben vagy 789-ben elfogta Chorsót, és olyan megegyezést erőszakolt ki Nagy Károllyal, amelynek értelmében Károly Chorsót leváltotta tisztségéből, és helyére a királyi család egy Vilmos nevű tagját nevezte ki. Chorsót túlkapásaiért örökös száműzetésre ítélték.
Vilmos a királyi család tagjaként (mint Nagy Károly unokatestvére) teljes joggal tarthatott igényt a hercegi címre. Ifjabb korában Nagy Károly, később Jámbor Lajos egyik legtehetségesebb politikusa és hadvezére volt – olyannyira, hogy Lajos rábízta a Katalónia elfoglalására indított sereg parancsnokságát. Vilmos Toulouse-ban építette ki hadműveleti bázisát és raktárait, innen indult évente újabb és újabb hadjárataira. Módszeres, felőrlő stratégiájával szép sikereket ért el, és Barcelonától délre, a Llobregat folyóig tolta ki Akvitánia és ezzel a Frank Birodalom határát. A hadjáraton azonban megcsömörlött a világi élettől, és kolostorba vonult (későbbi tettei miatt Aquitániai Szent Vilmos néven vált ismertté).
Nagy Károly 795-ben létrehozta Marca Hispanica tartományt, hogy afféle ütközőzóna legyen birodalma és a Córdobai Emirátus között, és ezzel kiszervezte az addigi toulouse-i grófság déli peremét a grófok fennhatósága alól. A határvidéket kisebb grófságokra tagolta. Vitatott, hogy ezek közül melyeket rendelte a toulouse-i gróf alá és melyeket sorolta a tőle független, Barcelona központú új tartományba. Ezzel a lépéssel a Toulouse-i grófság elvesztette határőrizeti szerepét és kiemelt katonai jelentőségét. Ennek jeleként a Vilmos visszavonulása után a grófságot megkapó Beggót – aki ugyancsak a királyi család tagja volt; Nagy Károly veje, korábban Párizs grófja – már egyszerűen csak gróf volt; sehol sem nevezik márkinak (Szász).

### Akvitánia részeként
814-ben Lajos követte apját a Frank Birodalom trónján. Az új császár leválasztotta Akvitániából Marca Hispanica tartományt és az ezidőtájt már Gothiának nevezett egykori Septimaniát, amelyeket közvetlen irányítása alá vont. A maradékot – Akvitánia néven – alárendelt királysággá tette úgy, hogy királlyá második fiát, I. Pipint nevezte ki. A grófság helyzetét speciálissá tette az a körülmény, hogy Toulouse volt a királyság fővárosa, tehát a király székhelye is. A gróf tiszte ekkor még nem öröklődött; a király gyakorlatilag bármely nemest kinevezhette.
Beggo halála (816. október 28.) után Berengár lett a gróf.
I. Lajos három idősebb fiának apjuk elleni lázadását Pipin indította el 830-ban, de már a Nijmegenben, 830 októberében tartott birodalmi gyűlés idejére véglegessé vált, hogy a császárnak sikerült legyőznie az első polgárháborúban ellene lázadó fúkat. A következő, 831 februárjában Aachenben tartott gyűlésen formálisan kibékült fiaival és elfogadtatta a birodalom újrafelosztását
Pipin 832-ben újból felkelt apja ellen. Fontosabb vazallusai közül Septimaniai Bernát bátorította a lázadót, Berengár viszont határozottan óvta ettől az elhamarkodott lépéstől – ezzel később kiérdemelte a „Bölcs” előnevet. Lajos 832 elején indította el hadait a felkelők ellen. Berengár, aki megmaradt a császár hűségén, ezzel párhuzamosan Bernát birtokaira támadt. Elfoglalta Roussillont, majd valószínűleg Razèst és Conflentet is. Február 2-án már Elna falai előtt állt. A császári erők sorozatos győzelmei meggyőzték Pipin és Bernátot a további ellenállás reménytelenségéről, ezért 832 októberében behódoltak a császárnak. Ő megfosztotta trónjától Pipint, akit Trierben fogságba vetett, birtokait pedig félestvérének, Károlynak adta. Bernátot hűtlensége miatt minden hivatalából leváltották. Címeitől megfosztották, Marca Hispanicában és Gothiában meglévő birtokait Berengár kapta meg, és addigi birtokainak, címeinek meghagyásával kinevezték Gothia márkijává is. E funkcióban nem sokáig maradt meg, mert 834-ben az uralkodó rehabilitálta Bernátot, aki visszakérte korábbi birtokait. Berengár ehhez járult hozzá, és továbbra is magát tekintette gót határőrgrófnak. Kettejük viszálya már polgárháborúval fenyegette a déli területeket, amikor Berengár 835-ben meghalt – éppen akkor, amikor elindult volna, hogy találkozzon vetélytársával az Alpokban, Lyontól nem messze fekvő Crémieu-ben, 835 augusztusában tartott birodalmi gyűlésen. Halálával a Toulouse-i grófságot is Bernát kapta meg. Ebbéli minőségében partizánokat szervezett Pallars és Ribagorza grófságokban, hogy támogassa a terület visszahódításával próbálkozó Sunifredet.
Septimaniai Bernát 842-ig maradt tisztségeiben – ekkor Kopasz Károly leváltotta, mert úgy vélte, hogy II. Pipin aquitániai királlyal vívott háborújában Pipint támogatja. A helyére Akfrédet (Acfred) nevezte ki. Bernát nem fogadta el a döntést, felkelt Károly ellen, és a polgárháborúban nyíltan II. Pipin oldalára állt. 843-ban elűzte Akfrédet Toulouse-ból, és Pipin a hagyományokat követve ott rendezhette be fővárosát (Akfréd hamarosan, tán még abban az évben meg is halt).
Kopasz Károly 843 augusztusában megkötötte fivéreivel a verduni szerződést. Ez hivatalosan lezárta a polgárháborút, de nem vetett véget Károly és II. Pipin konfliktusának. A szerződés Akvitániát a Nyugati Frank Királyság részévé tette. A közvélekedés szerint a verduni szerződéssel kezdődött a Frank Birodalom gyengülése, aminek eredményeként a későbbi Németország teljesen darabokra esett és a nyugati birodalomban (a későbbi Franciaországban) is önálló, egymással és a többé-kevésbé névleges hűbérurukkal is rivalizáló grófságok, illetve hercegségek jöttek létre (Szász).
Kopasz Károly csak nehezen, apránként tudta érvényesíteni birtokjogát, amit se az akvitánok, se a bretonok nem akartak elismerni. Herceg (dux) rangban Provence-i Guerint nevezte ki az Akvitániába rendelt had parancsnokává, ő pedig megindult Gothia ellen. Eközben a tartományokat (főleg Akvitániát) számos egyéb csapás is sújtotta; kiváltképp a viking fosztogatók. 844-ben Károly új hadjáratra indult Akvitániába, hogy behódoltassa II. Pipint. Csapatai megszállták a Toulouse-i grófságot is. A második toulouse-i csatában legyőzte és elfogta Bernátot, magát Toulouse-t azonban nem tudta bevenni. (Pierre Andoque francia történész szerint Bernátot már egy évvel korábban sikerült elfogni, amikor Guerin elfoglalta Uzèst). 844 augusztusában Károly törvényszéke halálra ítélte Bernátot, akit kivégeztek. Toulouse grófjává Károly Frédelont nevezte ki – ez a tisztsége azonban a következő fél évtizedben formális maradt.
A 844. június 14-én vívott angoumois-i csatában ugyanis Pipin és Bernát Vilmos fia súlyos vereséget mért Károlyra. Bernát birtokait szövetségese, Sunifred (Sunyer) kapta meg; Septimaniai Vilmos Toulouse grófja lett. Károly a breton felkelőktől is vereséget szenvedett két csatában. A kudarcok hatására 845-ben elismerte Pipint Aquitánia királyának – cserébe megkapta tőle a tartomány északi részén fekvő Poitiers grófságot.
Az akvitánok hamarosan lázadozni kezdtek Pipin uralma ellen – valószínűleg leginkább az háborította fel őket, hogy Pipin jóformán semmit nem tett a földeket feldúló és tömegeket lemészárló vikingek ellen. A vikingek 844-es(?) hadjáratukon kifosztották Bordeaux-t, majd végigpusztították a Garonne völgyét, és csak Toulouse falai elől fordultak vissza. Az akvitánok még 848-ban visszahívták Károlyt. Ő 849-ben megindult csapataival dél felé, és az immár valóban birtokába lépő Frédelon megnyitotta neki a város kapuit. Károly hamarosan az egész tartományt meghódította, Frédelont pedig megerősítette birtokában. Septimaniai Vilmos rövid ideig még tartotta magát a Barcelonai grófságban, ám 850-ben megölték.
Pippin II. Sancho baszk herceghez menekült, ám a baszkok 852-ben kiadták őt Károlynak, aki kolostorba záratta egykori királyát. Pipin 854-ben megszökött és új harcba kezdett, de 859-től maradék aquitániai hívei is elpártoltak tőle. Kóborolni kezdett, időnként viking rablókhoz csatlakozott, és egy ilyen bandával 864-ben sikertelenül ostromolta meg Toulouse-t. Nemsokára újra elfogták, és senlis-i rabságában meghalt.
Frédelon 852-ben meghalt, és Károly Rajmund öccsét nevezte ki örökébe. Ez különös kegynek számított, mivel a grófok azidőben jobbára a király hivatalnokai voltak. Rajmunddal a tisztség örökletessé vált; Toulouse további grófjai az ő leszármazottai lettek. Őt tekintjük a Rouergue-ház (Toulouse-ház) alapítójának.
855-ben Kopasz Károly nagyapja, Nagy Károly példáját követve alárendelt országgá szervezte Akvitániát (immár Gothia nélkül), és annak királyává fiát, a Gyermek Károly néven ismert III. Károlyt nevezte ki több főnemes akarata ellenében. Az ellentétek miatt 862. augusztus 19-én leváltotta tisztségeiből Humfrid barcelonai grófot, aki viszont lerohanta a Toulouse-i grófságot, és legyőzte I. Rajmund grófot. Ezután maga ült a grófi székbe, és a grófságot hat éven át képes volt megtartani. Amikor II. Pipin bukott akvitániai király egy csapat viking kalandozó élén megostromolta Toulouse-t, Humfrid visszaverte az ostromlókat. 868-ben azonban Kopasz Károly döntő túlereje elől menekülnie kellett, és a király a grófságot a megölt fiának, Gót Bernátnak adta.
866-ban Gyermek Károly is meghalt, és Akvitánia trónját Kopasz Károly kisebbik fia, hebegő Lajos örökölte. Uralma alatt a királyság tekintélye igencsak lehanyatlott. Mivel se Lajos, se apja nem tudott sikeresen fellépni a viking fosztogatók ellen, az akvitánok a központi hatalomtól mindinkább saját, helyi uraiktól (a grófoktól) kértek védelmet. Ahogy a grófok hatalma erősödött, autonómiájuk jeleként egymás után örökletessé tették hatalmukat és dinasztiákat alapítottak. A központi kormányzat és a grófok konfliktusai mind gyakrabban fegyveres összecsapásokba torkolltak, ami persze jelentősen csökkentette a vikingek ellen bevethető erőket. Európa nyugati részén újabb „sötét középkor” kezdődött – még több áldozattal, mint az előző volt a 6–7. században.
877-ben Kopasz Károly gyakorlatilag beismerte kudarcát, amikor a quierzy-i kapituláréban hivatalosan is engedélyezte, hogy a grófságokat a grófok fiai örökölhessék. Károly négy hónappal később meghalt – kapituláréja pedig a nyugat-európai feudalizmus jogalapjává vált. Halálával Hebegő Lajos lett az egész Nyugati Frank Királyság uralkodója. Ő egyik fiát sem nevezte ki akvitán királlyá, és ezzel ez a cím meg is szűnt.
Lajos mindössze 1,5 év uralkodás után ugyancsak elhunyt. Birtokait két fia örökölte úgy, hogy Burgundia és Akvitánia Karlmannak jutott. 870–890 között azonban a déli területeken minden befolyását elvesztette; a grófságok gyakorlatilag függetlenné váltak.

### A független grófság

Franciaország részei 1154-ben

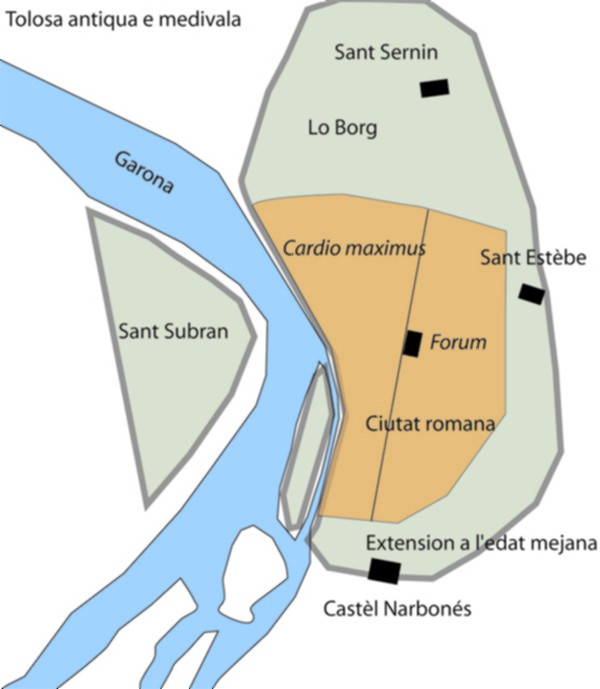
Toulouse a korai középkorban

A 9. század végén a Toulouse-i grófság, amit a Rouergue-ház (Toulouse-ház, Frédelon-ház) grófjai uraltak, gyakorlatilag független, önálló állammá vált. A frank/francia királyok formálisan a grófok hűbérurai voltak, ennek azonban nem volt semmilyen gyakorlati jelentősége. A grófok hosszasan viszálykodtak a Toulouse-tól északkeletre elterülő és ugyancsak függetlenedett Auvergne grófjaival – utóbbiak egy időben még magát Toulouse-t is elfoglalták, a grófság déli részébe szorítva vissza a toulouse-iakat. Toulouse grófjai azonban minden csapás után össze tudták szedni magukat, és míg a középkor eme sötét szakaszában számos uralkodóház eltűnt a történelem süllyesztőjében, ők fennmaradtak. A Rouergue-ház többször is kiszorult örökletes birtokából, de mindig vissza todott térni régi pozíciójába.
A grófság az egykori Akvitán Hercegségből csak annak dél–délkeleti csücskét örökölte, de I. Jámbor Vilmos, Auvergne-i gróf halála (918) után birtokaihoz tudta csatolni az ekkor már Gothiának nevezett egykori Septimania tartományt.

### Felbomlása

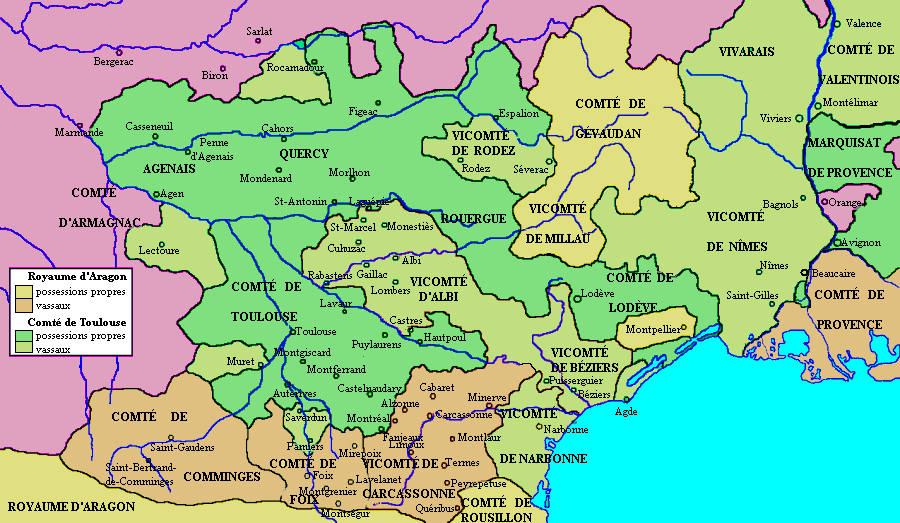
Okcitánia 1209-ben: a Toulouse-i grófság és algrófságai zölddel, Aragónia és algrófságai sárgás színekkel

Az 1208-ban ellen kezdett albigens keresztes hadjáratban VI. Rajmund toulouse-i gróf a katharok pártjára állt, mire Simon de Montfort, Leicester 5. grófja túlerőben lévő hadaival elfoglalta a grófságot. VI. Rajmund Angliába menekült, majd II. Péter aragóniai királynak esküdött hűséget. Az 1213. szeptember 12-én vívott muret-i csatában csapatai azonban szétverték az aragón hadat, maga Péter is odaveszett. VI. Rajmund fia, a későbbi VII. Rajmund toulouse-i gróf aragónokból és katalánokból szervezett seregével 1216. augusztus 24-én bevette Beaucaire-t, majd 1217. szeptember 12-én magát Toulouse-t is. A sikertelen ellentámadás végén Montfort 1218. június 25-én elesett, fia, VI. Amaury de Montfort pedig a vert had maradékaival kitakarodott a grófságból.
VII. Rajmund 1224-ben szövetségese, II. Roger-Bernard de Foix segítségével elfoglalta Carcassonne-t, és ezután békét kötött a keresztesekkel. Amaury de Montfort azonban felajánlotta a névleg még birtokának számító Toulouse-t a koronának, mire 1225-ben a bourges-i zsinat kiközösítette Rajmundot, és VIII. (Oroszlán) Lajos „keresztes hadjáratot” indított ellene. A király ugyan odaveszett a hadjáratban, de energikus özvegye, Kasztíliai Blanka az 1229-ben kötött meaux-párizsi szerződésben megszerezte a grófság felét, a Trencavel-örökséget. Bár a másik fél birtokában megerősítették Rajmundot, egyetlen lányát azonban Alphonse királyfihoz kellett nőül adnia.
VII. Rajmunddal kihalt a család fiága, majd Johanna halála után végképp nem maradt több leszármazott. A grófságot megszüntették, földjeit a királyi birtokok közé tagolták.
Toulouse a grófság megszüntetése után is megtarthatta városi kiváltságait (Pálfy).

### Okcitánia
A hercegcég jogutódja Languedoc lett. Ennek egy részéből alakították ki a francia forradalom alatt Gard megyét (département). Modernkori jogutódja Languedoc-Roussillon régió lett; ezt Midi-Pyrénées régióval összevonva hozta létre a francia Nemzetgyűlés 2014-ben (2016. január 1-i hatállyal) az új Okcitánia (Occitanie) régiót. Az egykori grófság keleti része (a Riviéra és tőle északra fekvő területek) Provence-Alpes-Côte d’Azur (PACA) régióhoz került.

## Fordítás
- Ez a szócikk részben vagy egészben  a   History of Toulouse című angol Wikipédia-szócikk ezen változatának fordításán alapul.  Az eredeti cikk szerkesztőit annak laptörténete sorolja fel. Ez a jelzés csupán a megfogalmazás eredetét és a szerzői jogokat jelzi, nem szolgál a cikkben szereplő információk forrásmegjelöléseként.
- Ez a szócikk részben vagy egészben  a   Count of Toulouse című angol Wikipédia-szócikk ezen változatának fordításán alapul.  Az eredeti cikk szerkesztőit annak laptörténete sorolja fel. Ez a jelzés csupán a megfogalmazás eredetét és a szerzői jogokat jelzi, nem szolgál a cikkben szereplő információk forrásmegjelöléseként.
- Ez a szócikk részben vagy egészben  a   Chorso című angol Wikipédia-szócikk ezen változatának fordításán alapul.  Az eredeti cikk szerkesztőit annak laptörténete sorolja fel. Ez a jelzés csupán a megfogalmazás eredetét és a szerzői jogokat jelzi, nem szolgál a cikkben szereplő információk forrásmegjelöléseként.
- Ez a szócikk részben vagy egészben  a   County of Toulouse című angol Wikipédia-szócikk ezen változatának fordításán alapul.  Az eredeti cikk szerkesztőit annak laptörténete sorolja fel. Ez a jelzés csupán a megfogalmazás eredetét és a szerzői jogokat jelzi, nem szolgál a cikkben szereplő információk forrásmegjelöléseként.